# Lobivia pampana
Lobivia pampana ist eine Pflanzenart aus der Gattung Lobivia in der Familie der Kakteengewächse (Cactaceae). Das Artepitheton pampana verweist auf das Vorkommen der Art in der peruanischen Pampa de Arrieros.

## Beschreibung
Lobivia pampana wächst in der Regel einzeln und sprosst nur selten. Die kugelförmigen, blaugrünen bis graugrünen Triebe erreichen Durchmesser von 10 Zentimeter und eine Wuchshöhe von bis zu 7,5 Zentimeter. Sie besitzen eine große Pfahlwurzel. Es sind 18 bis 30 an ihrer Basis breite, scharfkantige, wellige Rippen vorhanden, die spiralförmig angeordnet und mit schief versetzten Höckern gehöckert sind. Die auf ihnen befindlichen Areolen stehen 1 bis 2 Zentimeter voneinander entfernt. Die aus ihnen entspringenden nadeligen bis elastischen Dornen sind gelblich rosafarben bis braun bis schwärzlich. Die ein bis zwei aufwärts gebogenen Mitteldornen sind bis zu 7 Zentimeter lang. Die neun bis zehn etwas gebogenen Randdornen weisen eine Länge von 1 Zentimeter auf.
Die kurz trichterförmigen Blüten sind am Tag geöffnet. Sie sind rosa-beige bis orangerot bis gelb gefärbt. Die Blüten werden 3 bis 5 Zentimeter (selten bis zu 7 Zentimeter) lang und weisen ebensolche Durchmesser auf. Die eiförmigen bis kugelförmigen Früchte sind saftig und erreichen einen Durchmesser von 2 Zentimeter.

## Verbreitung, Systematik und Gefährdung
Lobivia pampana ist in den peruanischen Regionen Arequipa und Moquegua in Höhenlagen von 3500 bis 4100 Metern verbreitet.
Die Erstbeschreibung durch Nathaniel Lord Britton und Joseph Nelson Rose wurde 1922 veröffentlicht. Ein nomenklatorisches Synonym ist Echinopsis pampana (Britton & Rose) D.R.Hunt (1991).
In der Roten Liste gefährdeter Arten der IUCN wird die Art als „Endangered (EN)“, d. h. als stark gefährdet geführt.

## Nachweise